# Osoba zagraniczna
Osoba zagraniczna – osoba fizyczna nieposiadająca obywatelstwa polskiego, osoba prawna z siedzibą zagraniczną, jednostka organizacyjna niebędąca osobą prawną, posiadająca zdolność prawną, z siedzibą za granicą.